# 戈勒耶什蒂鄉
47°15′N 27°42′E / 47.250°N 27.700°E
戈勒耶什蒂鄉（羅馬尼亞語：Comuna Golăiești, Iași），是羅馬尼亞的鄉份，位於該國東北部，由雅西縣負責管轄，面積54平方公里，海拔高度38米，2007年人口3,987，人口密度每平方公里74人。